# Haliporus thetis
Haliporus thetis är en kräftdjursart som beskrevs av Faxon 1893. Haliporus thetis ingår i släktet Haliporus och familjen Solenoceridae. Inga underarter finns listade i Catalogue of Life.